# Popowia filipes
Popowia filipes är en kirimojaväxtart som beskrevs av William Botting Hemsley. Popowia filipes ingår i släktet Popowia och familjen kirimojaväxter. Inga underarter finns listade i Catalogue of Life.